# Agelopsis
Agelopsis is een geslacht van kevers uit de familie bladkevers (Chrysomelidae).
De wetenschappelijke naam van het geslacht werd in 1896 gepubliceerd door Martin Jacoby.

## Soorten
- Agelopsis coeruleus Jacoby, 1896
- Agelopsis purpureus Bryant, 1954